# Місті Стоун
Мішель Лінн Голл, англ. Michelle Lynn Hall; нар. 26 березня 1986, Інглвуд, Каліфорнія, США), відома як Місті Стоун (англ. Misty Stone) — американська порноакторка.

## Біографія
Народилася в Інглвуді, в Каліфорнії. У молодших класах школи переїхала в Небраску. Після закінчення середньої школи повернулася до Каліфорнії.

### Порноіндустрія
Потрапила в порноіндустрію в 2006 році у віці близько 20 років. Відома як «Геллі Беррі порно».
У 2010 році знялася в порноверсії фільму Джеймса Кемерона «Аватар» — This Ain't Avatar XXX.
Озвучила повію в комп'ютерній грі 2013 року Grand Theft Auto V.
За даними на 2019 рік знялася в 445 порнофільмах.

## Премії та номінації
- 2009 Urban X Awards — Best Girl/Girl Sex Scene — Black Teen Pussy Party 3[7]
- 2009 AVN Award номінація — Best All-Girl Group Sex Scene — The Violation of Flower Tucci[8]
- 2009 CAVR Award — Hottie of the Year[9]
- 2010 Urban X Awards — Porn Star of The Year[10]
- 2010 AVN Award номінація — Best Supporting Actress — Flight Attendants[11]
- 2010 AVN Award номінація — Best Oral Sex Scene — Flight Attendants[11]
- 2010 AVN Award номінація — Best All-Girl Couples Sex Scene — Pussy a Go Go![11]
- 2010 AVN Award номінація — Female Performer of the Year[11]
- 2011 AVN Award номінація — Best Actress — A Love Triangle[12]
- 2011 AVN Award номінація — Best Couples Sex Scene — Awakening to Love[12]
- 2011 AVN Award номінація — Best Group Sex Scene — Speed[12]
- 2011 AVN Award номінація — Best Supporting Actress — Awakening to Love[12]
- 2011 AVN Award номінація — Female Performer of the Year[12]
- 2011 AVN Award номінація — Most Outrageous Sex Scene — This Ain't Avatar XXX 3D[12]
- 2011 XBIZ Award номінація — Female Performer of the Year[13]
- 2012 XBIZ Award номінація — Female Performer of the Year[14]
- 2013 AVN Award номінація — Female Performer of the Year[15]